# 2016년 신협 상무 피닉스 야구단 시즌
2016년 신협 상무 피닉스 야구단 시즌은 상무 야구단이 KBO 퓨처스리그에 참가한 16번째 시즌이다. 박치왕 감독이 팀을 이끌었다. 팀은 남부리그 6팀 중 1위에 올라 5년 연속으로 리그 우승을 차지했으며, 전체 12팀 중 승률 1위를 기록했다.

## 코치 및 프런트
- 구단주: 곽합
- 투수코치: 이대환
- 타격코치: 이영수
- 주루코치: 조재호
- 트레이닝코치: 민창호

## 타이틀
- 2016 WBSC U-23 야구 월드컵 3위: 박치왕(코치), 임지섭, 이승진
- 2016 WBSC U-23 야구 월드컵 올스타: 임지섭
- 사이클링 히트: 권희동 (역대 23호)
- 평균자책점: 문성현 (3.34)
- 탈삼진: 강리호 (91)
- 최소 피안타: 강리호 (62)
- 최소 피홈런: 문경찬 (4)
- 최소 사구 허용: 강리호 (1)
- 최소 실점: 문경찬 (39)
- 최소 자책점: 강리호 (34)
- 타율: 김헌곤 (0.378)
- 홈런: 한유섬 (22)
- 볼넷: 이원석 (67)
- 장타율: 한유섬 (0.718)
- 출루율: 한유섬 (0.477)
- 최소 삼진: 이상호 (14)
- 남부리그 출장(투수): 구승민 (45)
- 남부리그 다승: 문성현 (9)
- 남부리그 세이브: 이용찬 (9)
- 남부리그 홀드: 구승민 (11)
- 남부리그 최소 볼넷 허용: 문경찬 (17)
- 남부리그 출장(타자): 이원석 (89)
- 남부리그 타석: 이원석 (348)
- 남부리그 2루타: 권희동 (27)
- 남부리그 타점: 한유섬 (85)
- 남부리그 사구: 이창진 (10)

## 선수단
- 선발투수: 문성현, 문경찬, 김혁민, 강리호, 김희원, 이수민, 노성호
- 구원투수: 김선기, 양현, 허건엽, 구승민, 임기영, 송주은, 임지섭, 양형진
- 마무리투수: 이용찬, 이승진
- 포수: 이윤재, 김응민, 김재민, 김민수
- 내야수: 이원석, 김선빈, 오윤석, 이창진, 이상호, 노진혁, 정현, 박지규
- 외야수: 권희동, 김헌곤, 한유섬, 송민섭, 문우람, 박으뜸

## 같이 보기
- 2017년 상무 피닉스 야구단 시즌